# Чезаре, Оскар
Оскар Эдвард Чезаре (швед. Oscar Edward Cesare, 7 октября 1883, Линчёпинг, Эстергётланд, Швеция — 25 июля 1948, Стамфорд, Коннектикут, США) — американский карикатурист, художник и чертёжник шведского происхождения.

## Биография
Оскар Чезаре родился, как внебрачный сын сапожника и Каролины Чезаре 7 октября 1883 года в Линчёпинге. В восемнадцать лет Оскар переехал в Париж изучать искусство, а после отправился в Буффало, чтобы продолжить учёбу. В 1903 году он переехал в Чикаго, а к 1911 году уже жил на Манхэттене в Нью-Йорке.
Одной из его первых работ была иллюстрация к King of Gee-Whiz (Король Джи-Уиз) Эмерсона Хафа в 1906 году. К 1913 году успех Чезаре в качестве иллюстратора позволил ему выставиться на легендарной Арсенальной выставке. На протяжении всей своей карьеры Оскар работал в нескольких изданиях, включая Chicago Tribune, New York World, The Sun, New York Post, Our World, The Century Magazine, The Bookman, The Outlook, The Nation's Business, The Literary Digest, Fortune и The New Yorker. В 1920 году он стал постоянным сотрудником воскресного журнала The New York Times и продолжал там работать до самой своей смерти в 1948 году.

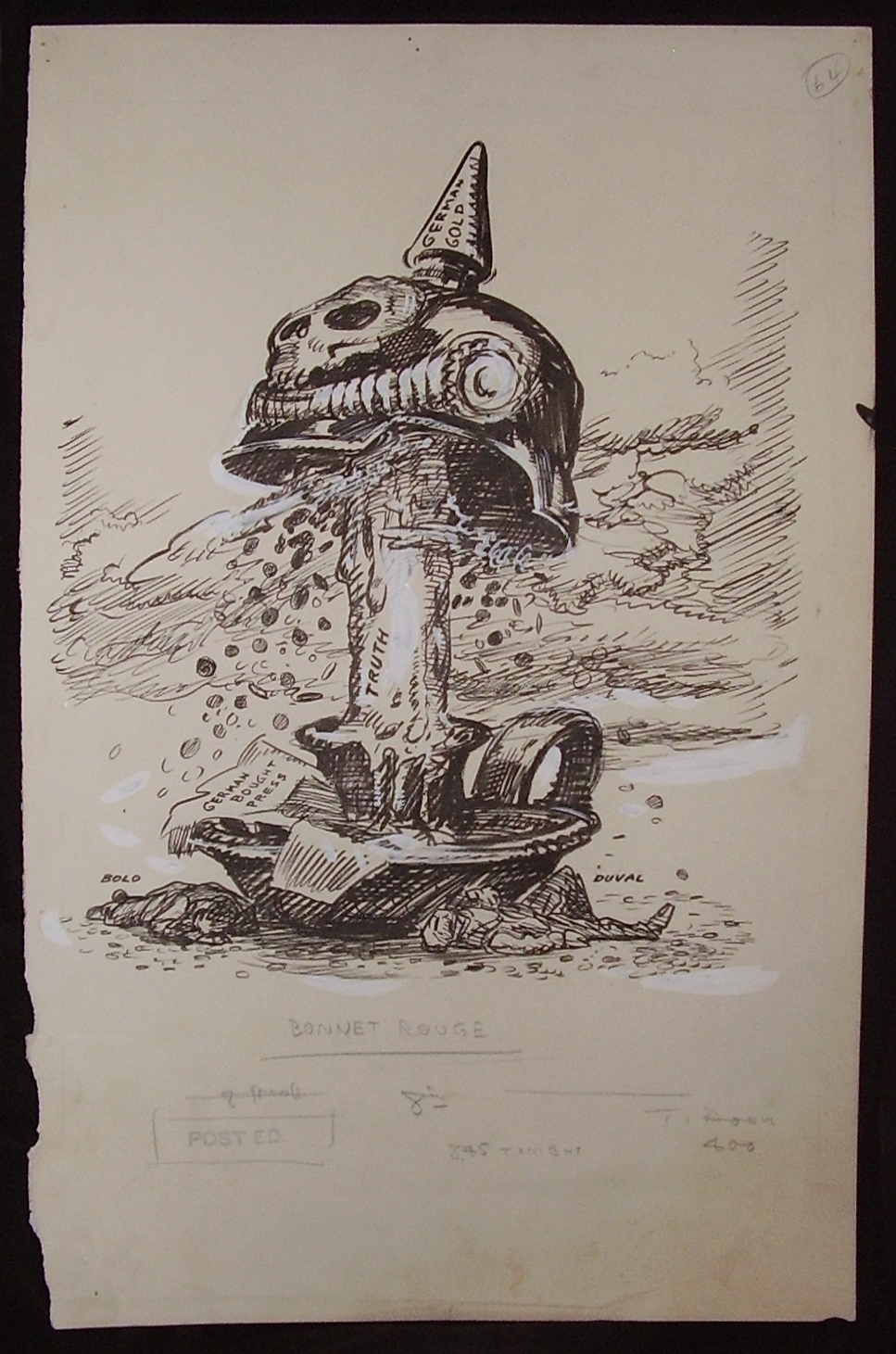
Оригинальный рисунок политической карикатуры времён Первой мировой войны

Чезаре также активно выступал против Первой мировой войны.
Оскар перенял технику жирного карандаша, которая была принята другими радикальными карикатуристами, такими как Боурдмен Робинсон, Роберт Майнор, К. Р. Чемберлен и Роллин Кирби.
15 июля 1916 года Оскар Чезаре женился на Маргарет Портер, дочери американского писателя О. Генри. Они развелись спустя четыре года, позже он женился второй раз в 1927 года на Энн Валентайн Келли.
В октябре 1922 года Чезаре имел очень редкую возможность получить допуск в Кремль, чтобы написать эскизы Владимира Ленина. В той же поездке ему удалось сделать зарисовки Льва Троцкого. Среди других людей, которых рисовал Оскар, были такие как Джозеф Конрад, Синклер Льюис, Луи Блерио и Бенито Муссолини. В 1916 году он опубликовал подборку своих лучших карикатур в книге One Hundred Cartoons (Сто карикатур), а также иллюстрировал десятками портретов американских политиков и государственных служащих книгу Behind the Mirrors - The Psychology Disintegration at Washington (За зеркалами - Психологическая раздробленность в Вашингтоне) в 1922 году. Оскар также участвовал в выставке Американо-скандинавского фонда (The American-Scandinavian Foundation) в Скандинавии в 1920 году с группой литографов.
Чезаре умер 25 июля 1948 года в Стамфорде.

## Примечание
1. ↑  Robert L. Crump. Minnesota Prints and Printmakers, 1900-1945. — Minnesota Historical Society Press, 2009. — С. 74. — ISBN 978-0-87351-635-8.
2. ↑  A Guide to the Drawings by Oscar Edward Cesare 1912-1943. Alderman Memorial Library, University of Virginia. Архивировано 30 сентября 2011 года.
3. ↑  Emerson Hough. The King of Gee-Whiz. — Bobbs-Merrill, 1906.
4. ↑  O.E. Cesare and Miss Porter Wed. The New York Times. 19 июля 1916. p. 9. Архивировано 4 июня 2011.
5. ↑  William Sydney Porter (O. Henry). Дата обращения: 3 апреля 2020. Архивировано 22 декабря 2013 года.
6. ↑  Walter Duranty (13 октября 1922). Artist Finds Lenin At Work And Fit. The New York Times. p. 1. Архивировано 4 июня 2011.
7. ↑  Oscar Cesare Russian Collection, Harvard College Library. Houghton Library. Архивировано 15 июля 2010 года.